# National Football League 1981 (Fiji)
In 1981 werd het vijfde officiële Fijisch National Football League gespeeld. Titelhouder was Nadi FC. Nadi FC werd voor derde keer kampioen. 

## Kampioen
| 1981                        |
| Vlag van Fiji               |
| --------------------------- |
| Nadi FC Kampioen (3° titel) |